# 特雷弗·彻利
特雷弗·約翰·彻利（英語：Trevor John Cherry；1948年2月23日—2020年4月29日）是一名英格蘭足球運動員，在場上的位置是後衛，曾是英格蘭和列斯聯隊長。他在家鄉哈德斯菲尔德展開其足球生涯，後轉投至列斯聯並上場共486次，贏得1973/74年英格蘭甲組聯賽。此外他亦代表英格蘭上場27次並擔任一次隊長。

## 足球生涯

### 哈德斯菲尔德
特雷弗·彻利在1948年1月23日生於哈德斯菲爾德，1963年7月進入家鄉球會哈德斯菲尔德為地勤人員，1965年與球會簽下職業合約。1965年，17歲的彻利首次代表球會上場，作為後衛的他能勝任後場任何一個位置。他助球會贏得1969/70年英格蘭乙組聯賽，但兩年後從甲組聯賽降回乙組聯賽，而彻利亦轉投當地另一家球會列斯聯。效力哈德斯菲爾德期間他在各項賽事共上場188次，其表現使列斯聯教練唐·李維認為他是取代杰克·查尔顿的潛在人選。

### 列斯聯
1972年，彻利與隊友罗伊·埃勒姆一同轉投列斯聯，球會為此支付轉會費10萬鎊。他在新球季搶任左邊衛為主，取代因傷缺席的特里·库珀。他在1972/73球季共在聯賽上場38次，並參加了1973年英格兰足总杯决赛，該比賽列斯聯輸給了桑德兰。
1973/74年，列斯聯贏得英格蘭甲組聯賽冠軍，球隊開季以29場不敗姿態領先群雄，彻利在該球季聯賽共上場38次，大多出任左邊衛。1974/75年對他是悲喜交集的一年，他因為而缺席半個球季，但康復後助球隊在欧洲冠军联赛半決賽中擊敗巴塞罗那殺進決賽，他在比賽中緊盯约翰·克鲁伊夫，然而決賽對拜仁慕尼黑，他並沒有上場，而球隊亦輸給對手而失落歐聯冠軍。
1976年，比利·布藍拿的離隊使彻利成為球隊隊長，並同年首次代表英格蘭上場。他在列斯聯繼續效力至1982年，直到球會降回乙組聯賽為止。他在1981年當選為球會年度最佳球員。2000年，球迷票選他為列斯聯第30大傳奇人物。

### 布拉德福德城及執教
彻利在降回乙組的列斯聯效力多三個月後便離開轉投布拉德福德城，成為球員兼主教練。他踢了三年後便退出球員生涯，集中精力在教練事業上。他最後一次上場是以1985年5月6日以2-0擊敗博尔顿的比賽，並贏得英格蘭丙組聯賽冠軍，而他亦當選為丙組聯賽年度最佳教練。然而球季最後一場比賽發生了布拉德福德球場火災，奪去了56條生命。事後隨即發起了籌款活動，為遇難者家屬提供援助，共籌得善款逾400萬鎊，而彻利亦出席了多場葬禮。
新球季儘管主場比賽需移師至其它球場舉行，在彻利的帶領下球隊以第13名完成聯賽。1986年12月，球場修復完畢，球隊回到山谷閱兵球場主場比賽，但一個月後彻利因為戰績不佳而被辭退。

## 國家隊生涯
彻利在1976年3月24日首次代表英格蘭上場，參加對威爾斯的比賽。他是首位英格蘭球員在國際友誼賽中領紅離場，在1977年對阿根廷的比賽中因粗野攔截丹尼尔·贝尔托尼而領紅，贝尔托尼拳打彻利的嘴作報復，使他失去兩顆牙齒，而贝尔托尼亦同樣領紅離場。
英格蘭沒有晉級至1978年國際足協世界盃，但成功晉級至1980年欧洲足球锦标赛，彻利入選參加決賽週的22人名單。在決賽週的熱身賽對澳洲，彻利以隊長身份參賽，最終以2-1取勝。決賽週期間他只有一次上場，對西班牙的賽事中以替補身份進場，這是他第27次，亦是最後一次代表英格蘭上場。

## 退役後生涯
被布拉德福德城解僱後，他淡出了球壇。他在哈德斯菲尔德經營一家廢紙回收公司及五人足球中心，曾在2004年出價收購列斯聯。2005年11月，他獲哈德斯菲尔德大学頒發榮譽學位。
2020年4月29日，彻利與世長辭，享年72歲，遺下妻子、三名子女及五名孫女。

## 外部連結
- England career profile （页面存档备份，存于）
- 足球資料庫：Trevor Cherry的領隊統計數據